# درگه (ایوان)
درگه (ایوان)، روستایی از ایل بزرگ کلهر و از توابع بخش زرنه شهرستان ایوان در استان ایلام ایران است. مردمان درگه جز طایفه بزرگ و در حد ایل بان سیری کلهر ایوان غرب می‌باشند که بیشتر ساکن شهر ایوان و چندین خانوار هم ساکن روستا می باشد. این مردمان از پرجمعیت ترین مردمان شهرستان ایوان غرب می‌باشند. در سال 1348 بنابر آمار رسمی 111 خانوار در این روستا ساکن بوده است.

## جمعیت
این روستا در دهستان زرنه قرار دارد و براساس سرشماری مرکز آمار ایران در سال ۱۳۸۵، جمعیت آن زیر سه خانوار بوده‌است، این روستا در گذشته جمعیت زیادی داشته‌است که به شهر ایوان مهاجرت کرده‌اند.